# Dario Mangiarotti
Dario Mangiarotti, italijanski sabljaški mojster, * 18. december 1915, Milano, † 9. april 2010, Lavagna.
Osvojil je 3 olimpijskih medalj v 2 disciplinah.
Tudi njegov oče, Giuseppe Mangiarotti, in brat, Edoardo Mangiarotti, sta bila mednarodno uveljavljena sabljača.